# Začimba
Začimba je rastlina ali njen del (list, cvet, steblo, plod, korenina), ki zaradi svoje vsebine da jedem okus in vonj. Začimbe so največkrat  posušeni in mleti izdelki iz rastlin.

V prehrani imajo važno vlogo, saj z njimi spreminjamo in dopolnjujemo okus in vonj jedi ter spodbujamo tek in prebavo.

## Zgodovina
Začimbe so v srednjem veku in začetku novega veka imele tako pomembno gospodarsko in politično vlogo, kot jo ima danes nafta. Niso se uporabljale samo za začinjanje, ampak tudi za konzerviranje jedi.
Trgovina z začimbami, predvsem iz Azije, je bila donosen posel. Najprej je prinašal velike dobičke arabskim državam in italijanskim mestnim državam, kasneje pa kolonialnim silam. Te kolonialne sile so svoje monopole branile ali osvajale tudi z močjo orožja. Odprtje začimbne poti (pomorske poti iz Evrope v Indijo) v 14. stoletju je bil začetek evropske ekspanzije.
Danes so najdražje začimbe žafran, vanilija in kardamom. (Še danes poznamo frazo: Drag kot žafran) V preteklosti je bil tako dragocen poper.